# Bóregan
Jesús Pérez Marín, Bóregan, su nombre artístico y apodo familiar, (Cintruénigo, Navarra, 20 de diciembre de 1951), es un escultor y pintor español conocido a nivel regional, y destaca por la expresión figurativa de sus esculturas. Se le encuadra en la tercera generación de escultores navarros que engloba a otros artistas como Faustino Aizkorbe, José Ramón Anda, Alberto Orella Unzué, Alfredo Sada Laguardia, Josetxo Santos Odériz, Xabier Santxotena Alsua, Ángel Garraza Salanueva o Rafael Bartolozzi.

## Biografía

### Formación
Jesús Pérez Marín nace el 20 de diciembre de 1951 en la villa de Cintruénigo, localidad próxima a Tudela. A temprana edad, Bóregan comienza sus estudios primarios en su pueblo natal, Cintruénigo, y más tarde, decide hacer sus estudios correspondientes a bachillerato en Padres Reparadores de Puente la Reina y en Alba de Tormes (Salamanca).
Con el paso del tiempo, sus gustos fueron acercándose al mundo del arte. Por tanto, desde muy joven siente inclinación por el arte y decide iniciar su actividad artística en la Escuela de Artes y Oficios de Corella, haciendo diversos cursos monográficos. Con todo esto, destacan las siguientes palabras que él siempre dice, "yo soy escultor por ser de Cintruénigo". Esto se explica por la fuerte y arraigada tradición existente en Cintruénigo en la talla artesanal del alabastro, y porque el artista está muy unido a esta actividad desde 1968-1969 cuando se inició como aprendiz de tallista del alabastro realizando diversas esculturas y pinturas sobre este material así como de otro tipo.
Años más tarde, hacia 1974, con 23 años, decide abandonar el taller donde había trabajado para dedicarse a otros trabajos. Un par de años después retoma el mundo del alabastro y su talla, comenzando a trabajar para una empresa local del ramo centrada en la venta de sus productos en ferias internacionales. Dentro de este trabajo, su función fue la de crear sus propias obras y también reproducir obras conocidas. Todo este bagaje le sirvió para "hacerse escultor" y comenzar, con ello, su andadura en el mundo profesional de la escultura artística. Durante estos años "hizo mano" y aprendió artística y económicamente el oficio.

### Taller propio
En 1979, con 28 años, Bóregan alquila un taller en Cintruénigo y se lanza en solitario a la aventura de trabajar la escultura. Con el paso del tiempo, consigue dar el paso de convertirse en artista, es decir, pasa de ser un artesano a ser un creador. Es ahora cuando da sus primeras exposiciones en Alfaro, la primera que hace, y en Cintruénigo. Es en este momento cuando adopta como nombre artístico Bóregan, un apodo familiar de su padre.
Dentro de los materiales que utilizaba para la realización de sus obras, se puede mencionar por antonomasia el alabastro, debido a que este material estaba muy presente en Cintruénigo, ya que su principal actividad económica estaba relacionada con la industria de este material, por lo que había alabastro en abundancia. Pero en la década de los años 90 comienza a utilizar otros materiales como son la madera, resina, fibra de vidrio o piedra.
Gracias a la ayuda de su paisano Enrique Abad, de Los Iruña'ko expone en la sala de arte que Caja de Ahorros de Navarra tenía en Madrid y, como resultado, inicia un cambio importante en su carrera manteniendo el contacto capitalino para conocer el ambiente artístico allí desarrollado de primera mano.

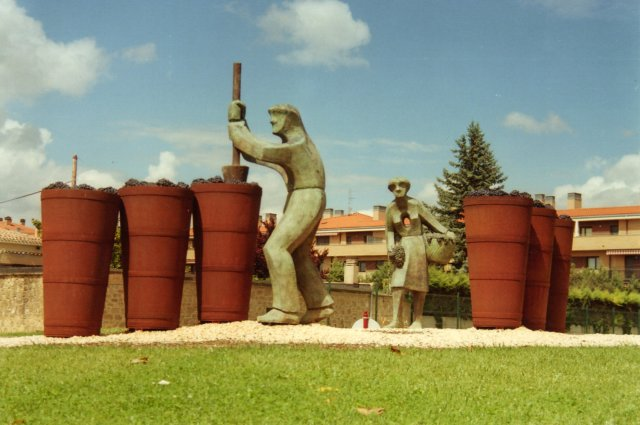
"Homenaje a los vendimiadores", escultura realizada para resaltar la importancia del campo, en especial, la vid. Expuesta en Haro.

En el año 1997, decide crear su segundo taller/estudio llamado TUDEJÉN, convertido en galería de arte donde estaba contenda toda su obra expuesta. Este taller se encontraba cerca del Fitero, aprovechando la afluencia de turistas que pasaban por el famoso balneario de Fitero.
Posteriormente, trasladaría este taller a Cintruénigo, en una finca a la vera del río Alhama, en plena naturaleza. Es aquí donde expondrá su obra escultórica.

Actualmente sigue existiendo dicho taller de esculturas, donde Bóregan tiene expuesta gran parte de su obra escultórica a modo de museo. Además, cada cierto tiempo, hace una visita guiada por todo su recinto. 

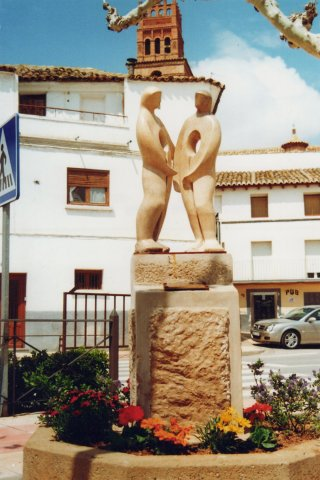
"Confraternización", escultura en la cual se puede apreciar un vacío en el centro de su pecho, lo cual es un rasgo distintivo de la escultura de Bóregan.

## Obras
Bóregan intentó hacerse un hueco de reconocimiento artístico entre los artistas más destacados de Navarra. Analizando sus obras, se aprecia cómo ha ido evolucionando las características de sus obras, desde sus primeras obras que están a caballo entre artesanía y el arte, hasta sus obras más recientes que son totalmente arte. 
Algo que llama la atención y que es lo que caracteriza a la obra de Bóregan, es que muchas de ellas destacan por tener un espacio vacío en el centro de su pecho. De acuerdo a esto, la obra de Bóregan tiene cierta influencia de Jorge Oteiza, al relacionarse con el vaciado de cuerpos, característico de este artista. Por tanto, lo que busca Bóregan en su escultura experimental es vaciar un hueco en el espacio natural. Asimismo, otra característica de la obra de este artista es la expresión figurativa de los personajes de su escultura, esto hace referencia a que en diversas obras, las personas que forman sus piezas no tienen una cara dibujada. 
Bóregan trata diversos temas en sus obras, pero destaca la presencia del campo o de la agricultura en sus obras, por ejemplo, varias de ellas iban dedicadas a la vendimia (como se puede apreciar en la imagen de la derecha).  
Además, se puede mencionar su última obra, El Abrazo de Tudela, la cual se halla expuesta en el Paseo del Queiles de Tudela, y está dirigida a las víctimas del terrorismo de ETA. Esta obra invita a la reflexión por la memoria, reparación y justicia.

Es un artista con abundante obra pública repartida por toda Navarra (Cintruénigo, Tudela, Olite, Corella, Fitero, Pamplona, Cascante), por España (Calahorra, San Sebastián, Bilbao, Tarazona, Logroño, Tarragona, Barcelona, Lérida) y por todo el mundo: Estrasburgo, Paderborn, por mencionar algunos casos. 

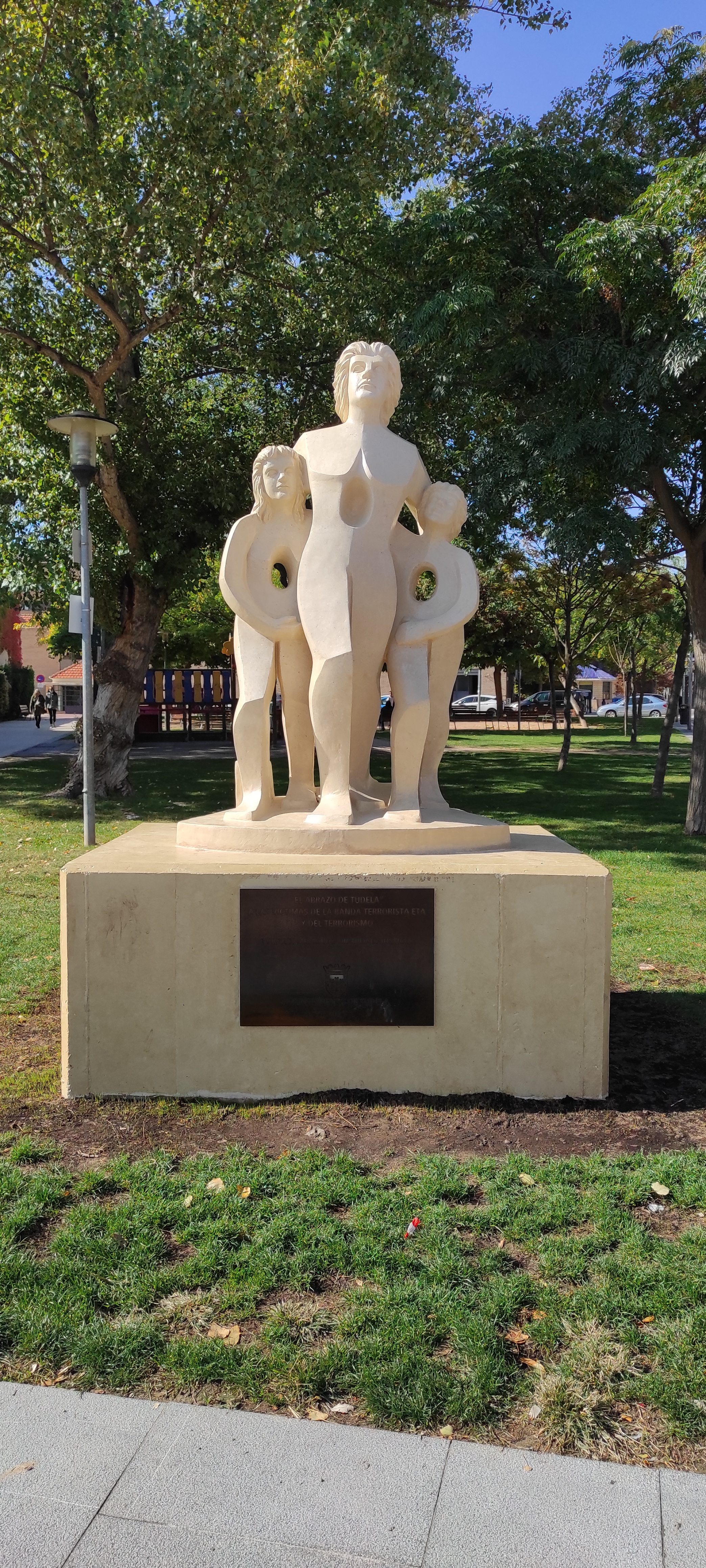
El Abrazo de Tudela

## Exposiciones
- 1982: Centro Cultural. Cintruénigo.
- 1987: Banco Bilbao. Calahorra.
- 1988: Banco Bilbao. Tudela.
- 1988: Sala la amistad. Tarazona.
- 1988: Caja Rural. Soria.
- 1988: Galería Musikarte. San Sebastián.
- 1988: Galería Itxaso. Zaragoza
- 1988: Galerías subterráneas Carlos III. Olite
- 1989: Galería Gran Vía. Logroño.
- 1989: Caja de Ahorros Municipal Bilbao. Bilbao.
- 1989: Caja de Ahorros de Navarra. Madrid.
- 1990: Caja de Ahorros de Navarra. Pamplona.
- 1991: Casa de Cultura. Cintruénigo
- 1995: Casa de Cultura. Corella.
- 1997: Galería TUDEJÉN. Fitero.
- 1998: Gran Hotel. Zaragoza
- 1999: Palacio des fêtes-Galerie a l´en Verre. Estrasburgo
- 2000: Galería San Antón. Pamplona.
- 2001: Galería Llamas. Bilbao.
- 2001: Galería Arcadia. Madrid.
- 2002: Consejo general del bajo Rhin. Estrasburgo.
- 2002: Castillo Auenpark. Paderborn.
- 2003: Galería arimany-Grupo Escola. Tarragona.
- 2003: Galería Mar-Grupo Escola. Barcelona.
- 2004: Galería Terraferma-Grupo Escola. Lérida.
- 2008: Fundación Caja Rioja. Arnedo.
- 2010: Museo de Castejón. Castejón.
- 2011: Club financiero Génova. Madrid.
- 2012: Casa de cultura. Cascante.
- 2014: Galería propia en Estudio. Cintruénigo.[9]